# Podomyrma formosa
Podomyrma formosa é uma espécie de formiga do gênero Podomyrma, pertencente à subfamília Myrmicinae.